# José Cleonâncio da Fonseca
Pour les articles homonymes, voir Fonseca.
José Cleonâncio da Fonseca (Boquim, 14 décembre 1936 – Aracaju, 1er janvier 2021) est un homme politique brésilien.

## Source
- (pt) Cet article est partiellement ou en totalité issu de l’article de Wikipédia en portugais intitulé « José Cleonâncio da Fonseca » (voir la liste des auteurs).